# InnoTrans
InnoTrans è una manifestazione fieristica che si tiene ogni due anni a Berlino, nel periodo autunnale. È la principale e più importante fiera Business to business del settore ferroviario mondiale, frequentata da un pubblico a forte prevalenza di operatori del settore (circa l'85% dell'affluenza).
Nonostante la prima edizione sia stata solo nel 1996, la manifestazione si è rapidamente affermata per via delle sue dimensioni, attrezzature e per la sua importanza strategica per il mercato europeo.
La fiera si tiene nel quartiere fieristico di Berlino, e sfrutta il grande piazzale da 20 000 metri quadrati sul retro degli edifici della fiera, attrezzato con due chilometri di binari e un raccordo con la rete ferroviaria cittadina.
Durante la manifestazione, all'interno degli spazi espositivi vengono raccolti gli stand delle aziende mentre all'esterno sono esposti i tram, treni, locomotive e carrozze presentati dagli espositori, sia come prototipi che più spesso come vere e proprie macchine adatte a circolare.
L'edizione 2006 della fiera, ha ospitato oltre 64.000 visitatori (contro i 45.000 dell'edizione 2004) e 1600 espositori, per un'area espositiva di oltre 100.000 metri quadrati. Circa la metà degli espositori erano tedeschi, mentre quelli internazionali provenivano da 40 diversi paesi. Espositori e visitatori.

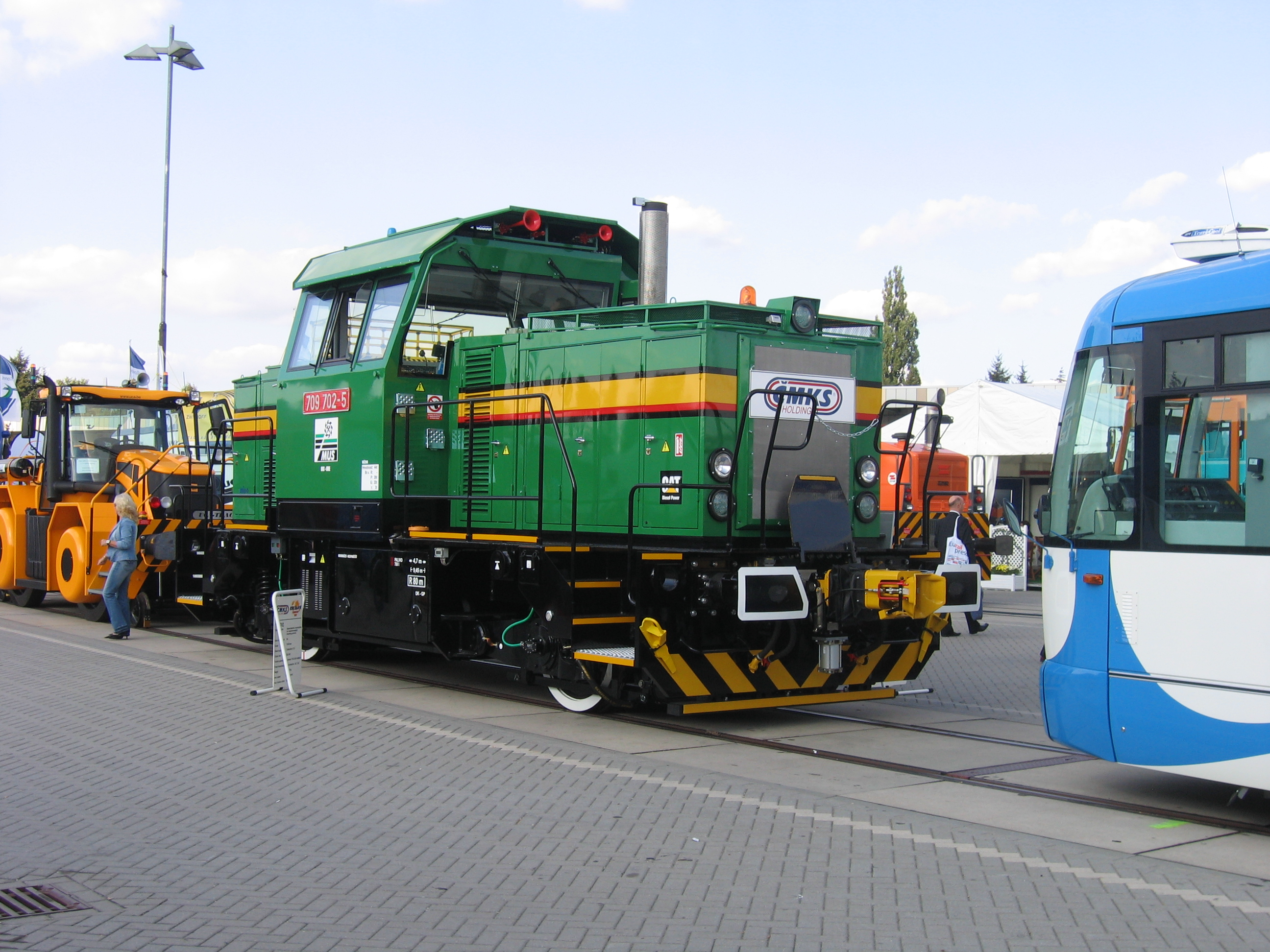
Macchine di servizio in esposizione nel piazzale

I principali ambiti espositivi della fiera sono
- Tecnologie ferroviarie (elettronica, motoristica, meccanica, telecomunicazioni)
- Arredo di interni di veicoli
- Gestione e manutenzione dell'infrastruttura
- Trasporto pubblico urbano
- Costruzione di tunnel
- Informazione al viaggiatore
- Servizi